# 종교개혁과 칼뱅의 성경해석
종교개혁과 칼빈의 성경해석은 종교 개혁가 장 칼뱅의 해석학의 특징을 말한다. 종교 개혁의 근원적인 시작은 성경 해석에서 시작되었다고 학자들은 주장한다. 마르틴 루터가 1512년부터 시작한 로마서, 갈라디아서, 히브리서, 시편을 역사적-문접적 방법을 사용한 연구를 통하여구원에 있어서 참된 믿음이 하나님께서 주어지는 참된 의 곧 의롭다 칭함을 얻는 칭의를 주장하면서 종교 개혁이 전 유럽으로 퍼져나갔다. 2017년 종교개혁500주년기념일이 되는 해이다.1517년 10월 31일 마르틴 루터가 로마 가톨릭교회의 부패와 면죄부 판매에 대한 반발로 95개 논제를 발표하면서 시작되었다. 종교 개혁이란 성경을 바르게 해석하고, 바르게 적용하는 것, 그 결과 교회, 사회, 세계 그리고 각자의 삶을 변화시키는 것이었다. 오직 성경말씀으로 돌아가는 것, 변화되는 삶을 실천하는 것이 종교개혁의 참된 의의였다. 종교개혁가 장 칼뱅에 있어서 성경해석은 루터의 종교개혁을 완성하게하는 도구였다.

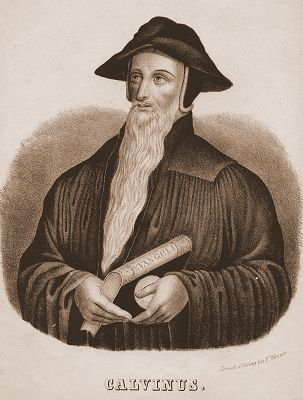
장 칼뱅

## 종교개혁의 배경
- Renaissance와 인문주의는 인간의 본성을 찾으려고 여행하는 것이다.
- 르네상스의 모티브: 파괴와 창조, 로마와 그리스 문화의 재해석, 새로운 시대적 적용
- 인문주의: 신본주의와 교회와 사제중심에서 인간중심과 이성의 권위

이탈리아 피렌체에서 시작된 Renaissance는 파괴와 창조라는 중심 주제를 동시적으로 사용하여 새로운 시대를 만들어 냈다. 이 운동은 로렌초 발라( Lorenzo  Valla), Bude, 그리고 데시데리위스 에라스뮈스(Erasmus)와 같은 인문주의자들에게 영향을 주었고, 이들의 영향으로 마르틴 루터나 울리히 츠빙글리, 장 칼뱅과 같은 종교 개혁가들은 개신교를 탄생시켰다.

### 종교개혁 이전 개혁의 선구자들
- 존 위클리프: 성경 번역으로 고난과 무덤이 파헤쳐져 명예살인을 당함.

교황의 권력과 로마 가톨릭교회의 교리에 공격을 가하였다. 후에 종교 개혁 운동의 여러 원리는 모두 그의 교설 가운데서 싹텄다고 여겨지기도 하며 위클리프의 교설은 롤라드, 즉 그를 따르는 사람들에 의해 각지에 퍼졌다. 민중에게 복음의 진리를 전하기 위해 라틴어로 된 성서를 영어로 번역하여 마침내 1382년에 완성하였다. 순교자 윌리암 틴데일에게 성경을 영어로 번역하는데 큰 영향을 주었다. 화체설을 반대하고(transubstantiation), 수도원제도를 비판하고 교황의 권위를 반대하였다.
- 롤라드: 위클리프 후예들-위클리프를 따르는 ‘가난한 사제들’은 영국 전역의 마을을 돌며 위클리프의 번역된 영어성경을 가지고 영어로 설교했으며, 부패한 교회의 개혁.
- 얀 후스: 위클리프에게 영향을 받고, 교황비판, 성찬 시 포도주와 떡 분병을 주장, 화형 당함-모라비아 교회 혹은 체코 개신교라는 명칭으로 명맥.
- 프라하의 제롬 (히에로니무스): 철학자, 신학자, 종교개혁가로서 자신의 삶을 헌신하였고, 잘못된 교회의 부패와 교리를 개혁, 화형당함.
- 사보라롤라: 이탈리아의 도미니쿠스회 수도사·설교가·종교개혁가이다. 사보나롤라는 설교를 통해 피렌체 시를 개혁하고, 민주정치를 실시하려고 했다. 또한 교황 알렉산데르 6세의 부도덕을 비난하고 화형당함. 당시 지배자인 로렌초 데 메디치를 공격하고, 교회와 속세의 타락을 신랄하게 비판.
- 피터 발도: 그의 목적은 청빈한 사도적 삶이었으며, 가난했지만 예수님이 그의 삶 전체를 이끄신다는 확신을 가지고 있었다. 그는 재물에서는 자유로워졌고 예수님께는 종이 되었다. 얼마 후, 왈도는 복음을 전하기 위해 여행.
- 윌리엄 틴들: 존 위클리프에게 영향을 받아 영어로 성경을 번역한 사람이다. 그는 영어 번역을 위해 독일로 건너가 비밀리에 번역작업을 했으며 기존에는 없던 새로운 단어를 만들기도 했다. 성경을 번역한 죄로 체포되어 1536년 10월6일 화형당했다.

## 종교개혁의 시작과 성경해석
종교개혁은 하나님의 말씀을 바르게 해석하고 적용하고 실천한 운동이다. 루터, 츠빙글리, 칼빈과 같은 개혁가들은 성경해석에 강조를 두었다.

1. 종교개혁의 원인들
정치적, 사회적, 종교적, 도덕적 요인들이 있다.

2 종교 개혁의 원동력: 하나님의 말씀과 올바른 해석
종교개혁은 기독교의 역사뿐만이 아니라 세속사까지 엄청난 영향을 준 신앙운동이었다. 이런 획기적인 사건을 일으킬 수 있었던 원동력이 무엇인가를 생각해 볼 때 여러 가지 요소들을 발견할 수 있겠지만, 우리는 그 중에서도 가장 핵심적인 것으로 종교개혁의 주체들이었던 Martin Luther나 Ulrich Zwingli 그리고 John Calvin같은 개혁자들이 성경을 새롭게 올바르게 해석할 수 있었던 그들의 해석적인 행위에서 나왔다고 보아도 과언이 아니다.

3. 해석의 중요성
해석은 교회, 사회, 세상을 변화시키는 힘이다.
인간은 해석하는 동물이다. 인간은 자신의 주위를 둘러싼 모든 것들을 보고, 느끼고, 생각하여 언어로 표현하는 해석적 기능을 갖고 그 기능을 사용하도록 창조되었다. 창조된 아담이 인류 최초로 한일은 바로 해석 행위였다(창세기 2장 19-23절).
Nicholas Wolterstorff 월터스토프는 해석이란 우리의 삶에 스며있어서 피할 수 없고 해석 없이 인간은 이 세상에서 살아갈 수 없다고 한다.

4. 종교개혁과 성서 해석학
기독교의 역사를 볼 때 성경 해석은 기독교 공동체의 신학의 형성의 중요한 역할을 해왔다. 이런 관점으로부터 우리는 종교 개혁자였던 Luther가 시도했던 성경 해석의 중요성을 무시할 수 없다. 그러므로 그의 신학은 기존의 로마 가톨릭 교회의 방법이 아닌 새로운 관점으로부터 성경을 해석하려는 시도에 의해서 형성되었다. 1521년 보름스 회의(the Diet of Worms)에서 그는 자신의 양심이 하나님의 말씀에 사로 잡혔기 때문에 교황과 종교회의의 권위를 받지 않겠다고 말하였다. 그는 sola Scriptura를 강조하였다.
이 표어는 ‘성경은 자증하기 때문에 스스로가 해석자다’라는 사실을 포함하고 있다. 루터에 있어서 sola Scriptura의 강조는 개신교의 대표적인 성경 해석원리인 Scriptura sui ipsius interpres 원리가 되었다.
이 방법은 1519년의 작품들에 나타나고 후에 계속하여 그의 성경 해석에서 중요한 역할을 하였다.
루터에 있어서 성경이 그 자체가 해석자라는 원리는 그가 성경의 권위와 명료성을 강조하는 것으로부터 왔다. 성경의 권위를 강조하였다. 루터에 있어서 성경의 해석은 종교개혁의 출발점이요 논쟁에 있어서 가장 중요한 요소였다.

## 칼빈의 해석
칼빈은 역시 올바른 성경 해석은 올바른 신학 형성과 직접적인 관계를 말한다. 칼빈은 1559년 8월 1일 제네바에서 자신의 기독교 강요의 최종판에서 자신의 책의 목적이 신학도들로 하여금 성경에 대한 올바른 이해를 돕기 위한 것임을 말한다.
게하르트 에벨링과 펠리칸의 지적대로 ‘신학사란 성경 해석의 역사’라고 말한 점을 고려해 볼 때 건설적인 신학활동을 위한 해석학의 역할은 너무나도 중요하다.
칼빈은 자신의 해석이 교회의 공적인 유익을 증진시키기 위한 것임을 밝힌다. 자신의 해석적인 작업을 통하여 기독교 공동체의 유익을 위하여 공헌하는 것이었다.

### 칼빈의 해석과 성령의 역할
칼빈은 ‘성령의 신학자’라고 불릴 만큼 성령을 강조한 신학자이다. 성령의 인도하심, 역사하심, 조명하심은 칼빈이 성경을 해석하는데 있어 핵심적인 신학적 해석방법이다.
성경은 성령의 인도하심으로 기록된 영감된 하나님의 말씀이다. 칼빈은 ‘성령의 내적 증거(testimonium Spiritus Sancti internum, the internal witness of the Holy Spirit)’ 즉 성령의 내적인 사역이 성경 진리에 관하여 믿음을 증거한다는 의미이다.
칼빈은 성령의 조명에 의한 신학적 해석 방법을 그의 성경 해석에서 올바르고 그리고 분명하게 사용하였다. 과연 성령의 조명이란 어떻게 칼빈의 신학적 해석학의 방법이 될 수 있을까? 해석과 성령의 관계를 칼빈의 입장에서 규명해 보려고 한다.
1. 성령의 조명의 필요성
칼빈은 인간이 자연적 오염을 통해 전적으로 타락되었음을 말한다(Inst. II.1.11, p. 254.).
인간이 전적으로 타락되었다는 것은 어거스틴의 사상으로 칼빈에게 영향을 주었고 칼빈의 신학에서 중요한 주제들 가운데 하나이다.
칼빈은 중생하기 이전의 인간이성은 성경을 분명하게 이해 할 수 없다고 본다. 인간이성의 빛은 어두움에 있기 때문이다. 우리의 본성의 타락이 인간 이성을 질식시킨다고 칼빈은 생각하였다.
칼빈은 좋은 해석자가 되기 위하여 우리는 거듭나야 한다고 말한다. 성령에 의하여 거듭나지 아니하면 우리는 성령을 알지 못하며 또 성령의 역사를 알지 못한다고 했다. “중생을 하지 않고서는 우리는 그를 대면 할 수 없다.”
결국 칼빈은 성령의 감동을 통하여 우리는 적절하게 성경을 읽고 이해 할 수 있다는 것을 말한다.
2. 성경 해석에 있어서 성령의 조명
칼빈은 해석자가 성경을 해석하기 위하여 그를 죄로부터 보호하고 본문의 참된 의미를 이해하도록 도와주는 성령의 조명이 반드시 있어야 한다고 생각했다.
1) 칼빈은 성령이 성경의 참된 저자라고 강조했다. 따라서 해석의 주도권은 인간에게 있지 않고 성령님께 있다. 결국 성경을 해석하기 위해 해석자는 성령의 도우심을 필요로 한다.  칼빈 또한 이 과정은 성경 저자들의 전체 인격들이 관련됐다고 믿었다.
결과적으로 우리는 성경을 해석하는데 있어서 우리 자신만을 믿지 말고 성령을 의지해야 한다. 우리로 하여금 성경의 참된 의미를 알 수 있게 하시는 분은 참된 해석자이신 바로 성령이시다.
2) 칼빈은 성령의 의도를 성경 해석에 있어서 가장 중요한 요소들 가운데 하나로 간주했다. 그러므로 해석자는 성경 해석에 있어서 성령의 의도를 찾아야 한다. 우리는 성령의 의도를 이해함이 없이는 결코 성경의 참된 의미를 이해 할 수 없다.
“우리는 성령이 말씀하신 그 목적에서 우리의 눈을 다른 곳으로 돌리지 않는다면, 참된 의미를 얻을 수 있다.”
칼빈에게 있어서 성령의 의도란 무엇인가? 칼빈은 성령의 의도를 우리 마음속의 새로운 내적 계시로 보지 않는다. 그에 따르면 성령의 의도는 성경 밖에서 오지 않고, 오히려 저자가 성령의 말씀을 통하여 기록한 본문 안에 나타난다. 칼빈은 성령이 선지자들이나 사도들과 같은 저자들에게 말씀하셨기 때문에 성령의 의도를 성경 저자의 의도와 동일시한다. 칼빈은 성경의 참된 의미를 성령의 의도로 본다. 그에게 있어서 성령의 의도를 찾는 것은 본문의 참된 의미를 해석하는 것을 의미한다.
3) 성령의 조명에 의하여 성경을 이해하는 것은 믿음과 연결되어 있다.
칼빈은 말하기를 “믿음은 성령의 주요한 사역이며, 오직 믿음에 의해서 성령께서 우리를 복음의 빛으로 인도한다”(Inst. III.1.4, p. 541.)고 한다.
성경은 믿음이 있을 때만 이해가 될 수 있다. 칼빈에 따르면 “오직 믿음이 이해를 발생시키기 때문에 이해는 믿음과 분리될 수 없다.”
칼빈은 성경을 이해하기 위하여 인간 이성이 아닌 성령을 통해 믿음을 가져야 한다고 강조했다.
“하나님을 참으로 아는 것은 그의 유일한 선물이며, 또 믿음은(오직 믿음에 의하여 그는 올바르게 알려진다) 성령의 조명으로부터만 온다는 사실을 생각해 볼 때, 우리 인간의 정신은 그것을 이해를 할 수 없고, 우리를 단지 본성으로 인도한다.”
칼빈은 믿음이 이해를 앞서야 한다고 믿었다. “사실상 우리의 믿음은 하나님께 순종함과 함께 시작하며, 이해를 앞서며, 그런 방식으로 믿음은 확실한 지식에 의해서 우리의 마음을 조명한다.”
믿음에 의해서 우리는 이해 할 수 있다. 믿음은 우리의 마음속에서 더욱더 많은 이해의 불빛을 불태울 것이다. 그러나 믿음의 역사는 우리의 힘으로 되지 않고, 우리를 조명하는 성령의 힘에 의해서 된다.
우리가 믿음에 따라 성경을 해석 할 때 성령은 우리가 육신의 이성에서 보호 받고 하나님의 말씀을 이해하도록 인도하신다.
4) 칼빈은 우리가 성경을 해석하기 위하여 성령의 조명을 받기 위하여 기도해야 한다는 것을 강조했다. 예를 들면 칼빈은 다음과 같이 기도한다. “오 전능한 하나님 우리에게 올바른 판단력이 없을 때, 또 우리 마음이 대낮에 조차 소경이 될 때, 당신의 영으로 우리를 비추사 당신의 말씀의 빛에 들어가게 하소서.”
칼빈은 우리가 성령의 의도에 의해 다스려지기 위하여 기도해야 함을 보여 주었다(Ibid.).
우리는 기도를 함으로써 “올바른 이해를 주시는 성령에 의하여 다스림을 받을 수 있다.”
칼빈은 성령의 내적인 조명을 위하여 기도하게 되면 우리는 “단지 문자를 배우는 열매 없는 일에 힘을 소비할 필요가 없게 된다”고 주장한다. 칼빈은 성경 해석자는 그의 부족과 무지를 알기 위하여 기도해야 하고, 성령의 말씀을 이해하기 위하여 기도해야 할 것을 믿었다.

## 해석자
1. 21세기의 바람직한 해석자는 성경과 자신이 사는 시대에 대하여 항상 열린 마음을 갖고 자신의 사고를 시대에 맞게 말씀으로 변화시켜야 한다. 변화성(transformation)이란 개혁신학의 강력한 힘이다. 개혁된 교회는 항상 개혁되어야 한다(ecclesia reformata semper reformanda). 로마 가톨릭교회는 전통에 묶여서 정지된 신학이기에 기존의 자신들의 전통의 변화를 허락하지 않으며, 개인의 성경 해석을 금하지만, 개혁신학은 성경에 의하여, 성경을 향하여 항상 새롭게 온전하게 역동적으로 발전하는 신학이다.
따라서 개혁신학에 변화를 추진하기 위한 원동력은 성경이라는 권위 있는 하나님의 말씀과 아울러 시대에 맞게 올바르게 성경을 해석하려는 해석자의 행위가 있어야 한다. 종교개혁자들이 보여준 중요한 교훈들 가운데 하나가 바로 이점이었으며, 자신들은 이것을 사역의 소명으로 보았다. 따라서 올바르게 성경을 해석하는 행위는 교회를 개혁하는 출발점이 되며 사회와 국가를 변화시키는 하나님의 참된 도구가 된다.
루터와 쯔빙글리 그리고 칼빈의 경우에서 그들의 올바른 성경의 해석이 종교개혁의 불을 댕겼고 그들이 살았던 삶의 현장을 변화시켰던 것을 우리는 다시 한 번 주목해야 한다. 이렇게 바른 성경 해석에 근거하여 세워진 개혁된 교회는 힘이 있었고 사회와 역사를 주도하는 능력을 갖게 된다.
2. 성경적 종말론-과거, 현재, 미래의 통합적 해석-하나님의 시간과 영원을 해석
참된 해석자는 성경에 근거하여 미래의 역사를 예리하게 미리 진단하는 능력을 갖추어야 한다. 해석자는 미래에 대한 예언자적인 역할을 수행해야 한다. 예언자적 역할은 소위 말하는 시한부종말론을 주장하는 것과 전혀 다르다. 한국교회에 망령처럼 붙어 다니는 극단적 재림사상을 제거하기 위해서는 성경과 세상의 역사와 학문을 올바르게 사용할 줄 알아야 한다.
따라서 철학과 과학 그리고 문화와 역사가 질문하는 것들에 대하여 하나님의 계시를 가지고 요셉처럼 다니엘처럼 정확한 해석을 주어야 한다. 이를 위하여 세계 역사에 대한 올바른 이해를 위하여 준비해야 한다. 인류의 문명과 변천 그리고 발전과 전망에 대한 해석자의 뛰어난 감각을 소유해야 한다. 문화와 역사 그리고 과학을 이해하고 분석하고 비판하는 능력을 갖추도록 한다.

3. 하나님의 영이  요구하는 것은 거룩한 삶의 실천이다. 해석자는 성스러운 사람이다. 해석자 자신이 본질적으로 성스러운 것이 아니라 성경 해석의 주체가 되는 성령이 거룩한 하나님의 영이시며, 하나님은 본질적으로 거룩한 분이기 때문이다. 성경을 해석하는 일이란 일시적인 황홀 속에 지껄이는 신비한 계시도 아니며 자신의 무의식의 세계를 심리학적으로 조사하는 일도 아니라, 하나님과 그의 백성을 위한 자신의 거룩한 삶을 통한 신성한 봉사의 사역이다.
로마서 12장 2절은 우리가 세상을 본받지 말고 마음을 새롭게 함으로 변화를 받으라고 수동태이며 명령형으로 되어 있다. 경건한 삶-과부, 고아, 소외되고 가난한자, 복음이 필요한자를 사랑하는 것이다.

4. 말씀과 함께하시는 성령님을 따라 순종하기
성령의 주권적인 역할을 강조한다. 성령은 그리스도를 믿는 자에게 역사하신다. 성령과 말씀의 관계에 대하여 루터란은 성령이 말씀을 통하여서(per verbum)만 역사 한다고 하여 성령이 말씀 안에 구속되는 듯한 주장을 한다. 개혁주의는 성령이 말씀을 통하여, 그리고 말씀과 함께(per verbum, cum verbo) 주권적으로 역사하신다. 성령으로 따르는 삶은 주님의 말씀대로 실천하는 삶이요 이것이 오늘날의 참된 종교개혁의 의미이다.

## 같이 보기
- 장 칼뱅의 신학
- 신학적 해석학
- 장 칼뱅
- 종교 개혁
- 종교 개혁가